# 摩德纳宫

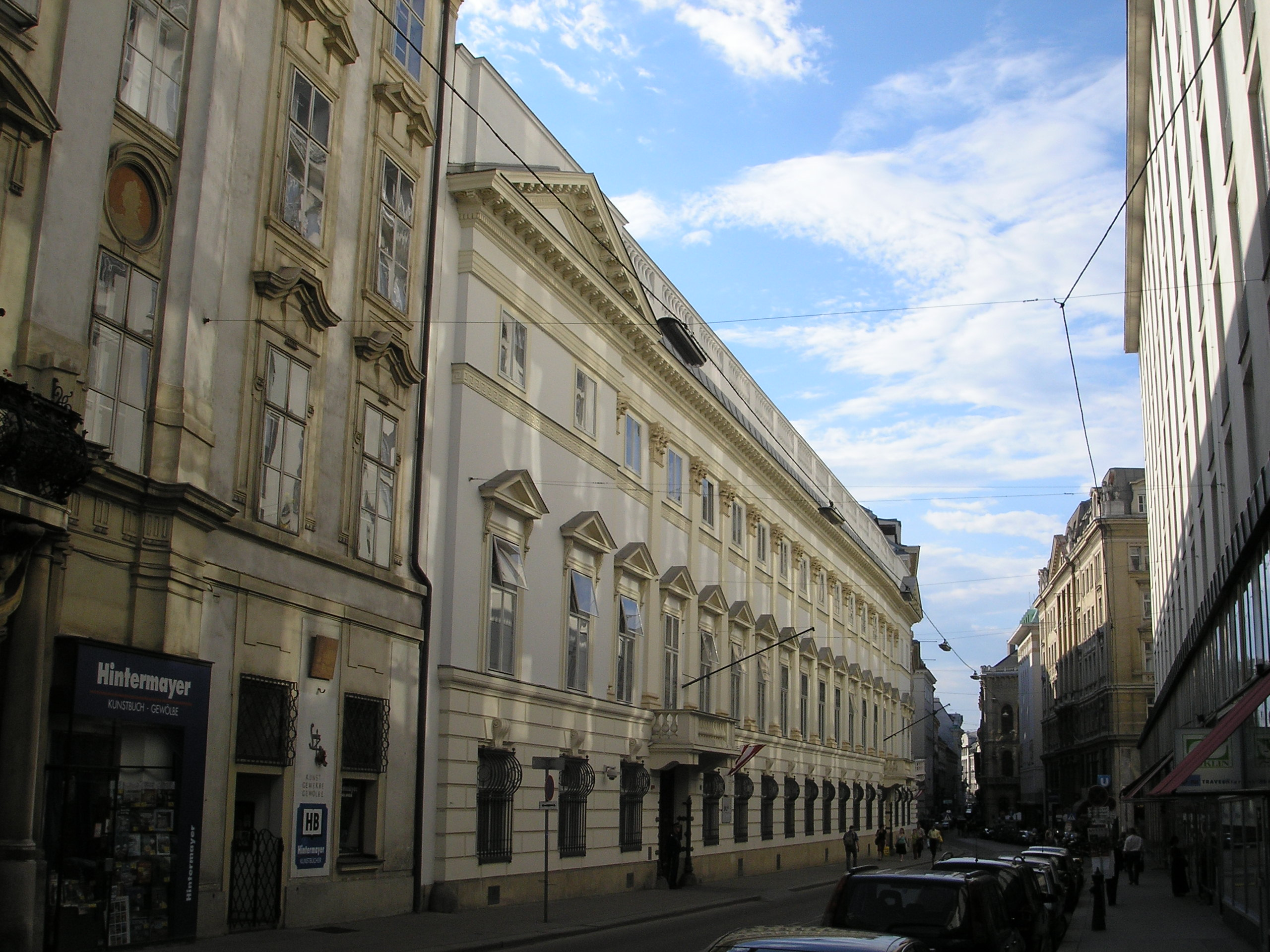
摩德纳宫

摩德纳宫（Palais Modena）是奥地利维也纳的一座历史建筑，位于内城区绅士街7号，介于维尔泽克宫和莫拉爾-克拉里宫之间。这座宫殿建于1811年，属于哈布斯堡家族的摩德纳分支。
今天，奥地利内政部设于摩德纳宫。